# Islam in Simbabwe

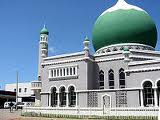
Kwekwe-Moschee

Der Islam in Simbabwe ist eine Minderheitsreligion.
Die Anzahl der Muslime in Simbabwe liegt nach seriösen Schätzungen bei ungefähr einem Prozent der Bevölkerung, dies entspricht etwa 100.000 bis 120.000 Menschen, nach anderen Schätzungen bei 200.000.

## Anhänger
Nach Angaben des US State Departments besteht die islamische Gemeinde vorwiegend aus Einwanderern aus Indien und Pakistan, die während der britischen Kolonialherrschaft ins Land kamen. Darüber hinaus sind in den letzten Jahrzehnten unter anderem Bürgerkriegsflüchtlinge aus Mosambik sowie Armutsflüchtlinge aus Malawi eingewandert, die ihrerseits ihren Glauben mitgebracht haben. Die aus Malawi stammenden Einwanderer gehören fast ausnahmslos der Ethnie der Yao an.

## Missionierung
Kleine Gruppen innerhalb der muslimischen Gemeinde stellen darüber hinaus einige wenige Einwanderer aus Nordafrika und dem Nahen Osten dar sowie Einheimische.
In der Hauptstadt Harare existieren 18 Moscheen, in der Stadt Bulawayo sind es 8, dazu kommen noch kleinere Moscheen in ländlichen Gebieten. Unterstützung erhält die muslimische Gemeinde vor allem von der Africa Muslims Agency (AMA), die ihren Hauptsitz in Kuwait unterhält.
Die AMA trägt eine Reihe von humanitären Hilfsprojekten in ländlichen Regionen des Landes. Nach der Vertreibung der weißen Farmer in Simbabwe zu Beginn des 21. Jahrhunderts, hat sich die Versorgungslage in dem Land rapide verschlechtert, die einstige Kornkammer Afrikas hat sich in ein Armenhaus verwandelt. In einigen ländlichen Gemeinden sollen inzwischen Häuptlinge und Stammesführer aufgrund der Hilfen, die muslimische Hilfsprojekte ihnen haben zukommen lassen, zum Islam konvertiert sein.
1996 entzündete sich ein Streit zwischen den evangelikalen Christen und den Muslimen, als Vertreter der christlichen Bevölkerungsmehrheit zum Boykott von Fleisch aufriefen, das nach muslimischem Brauch halāl geschlachtet wurde. Diese Schlachtmethode war aus wirtschaftlichen Gründen eingeführt worden, um auch in Länder mit islamischen Speiseregeln Fleisch exportieren zu können. Nun wurde von evangelikalen Christen die religiöse Bedeutung des so erzeugten Fleisches in den Vordergrund gestellt. Hinter dem Konflikt steht die Angst von christlicher Seite, die Muslime könnten mehr politischen Einfluss fordern, und von islamischer Seite der Vorwurf, Simbabwe solle zu einem christlichen Staat gemacht werden.